# モデラー (模型)
モデラーとは、プラモデル、鉄道模型などの模型製作を趣味とする人を指す言葉。
模型制作を職業とする人はモデラーとは呼ばれず、プロモデラーと呼ばれることが多い。

## モデラー
模型（モデル）を作る人、特に模型作りを趣味とする人を指す。英語でも modeler である。モデルビルダー (model builder ) 、またはモデルメイカー (model maker ) とも呼ばれる。市販の模型キットを作る人も、フルスクラッチ（完全自作）で作品を作る人もすべてモデラーである。

## プロモデラー
モデラーの中でも、その作品で収入を得る人を「プロモデラー」と呼ぶ。プロモデラーは造形作家とも呼ばれることもあるが、おもにプラモデルやガレージキットの原型の製作、およびそれを使用したジオラマなどの製作を行なう。塗装に特化し「ペインター」と呼ばれる者もいる。プロモデラーはさまざまな方法で収入を得るが、主に模型趣味雑誌に「作例」と呼ばれる記事を執筆し、そこから原稿料を得る。既存製品に存在しない模型をスクラッチあるいはフルスクラッチし、その作例の記事の掲載やガレージキットの原型製作を請け負い、原型師と呼ばれる技能で収入を得る者もいる。

### 代行業者
ガレージキットの一般化や模型コレクターの嗜好の細分化にともない、キットを組み立てる技術や環境がない購入者に代わって組み立てと塗装を行って完成させたり、カスタマイズやオリジナル品の製作を請け負う代行業者も存在する。模型キットの製作には、ある程度の技術と経験、道具を要するためである。このような、キットを組み立てて完成品を製作して収入を得ていても、プロモデラーと呼ばれたり自称する者も存在する。
「フィニッシャー」（仕上げ師）と呼ばれることがあるが、これは狭義のプロモデラーが素材からオリジナルの意匠や塗装・解釈を盛り込んで作品を製作することに対し、市販されている模型キットを組んで完成させることを区別するための呼び方である。
鉄道模型においては、模型キットの組み立てを行う業者や個人を「組み屋」と呼ぶことがある。また、真鍮（）製のブラスモデルでは無塗装・完成状態で販売されることがあり、それらの塗装を専門とする業者や個人も存在する。

## 有名なモデラー

### 日本国内
長崎快宏
鉄道模型のペーパーモデルで活躍。模型と工作などにも掲載されていたベテランで、あっさりとしたディテール表現が特徴。本人曰く、「過剰装飾イコール高級モデルと勘違いしている人が多いのは困ったものです」。
小林信夫
鉄道模型で活躍。鉄道模型趣味にて連載されていた「フリーランス雑感」で有名。
長谷川伸二(迷人)
飛行機、戦車の作例を中心に活躍。定期的に模型講座を行っている。
川口克己
ガンプラの作例を中心に活躍。ガンプラの開発に大きく貢献している。
哀原善行
ガンプラ作例を中心に活躍。B-CLUB等の原型師。ガンプラ啓蒙家。
荒川直人
全周囲 360°から鑑賞可能なジオラマ＜円形劇場＞を製作する。ガンプラ、スケールモデルともに扱う。WildRiver荒川直人とも名乗る。
小松原博之
カトキガンダムの表現に定評のある原型師。「StudioRECKLESS」代表。
MAX渡辺
ガンプラ作例を中心に活躍。「マックスファクトリー」代表。
山田卓司
「情景王」の異名を持つジオラマ製作の第一人者。
酒井ゆうじ
ゴジラシリーズなどの怪獣造形の第一人者。
谷明
海洋堂所属。「ファイブスター物語」のモーターヘッド造形やWTM の原型を手掛ける。
山口勝久
海洋堂所属。同社の主力商品「リボルテック」の原型・設計を多数担当。「山口式可動」で知られるアクションフィギュアの第一人者。
金子辰也
ミリタリー模型専門誌「パンツァーグラフ」編集長。山下達郎初期のジャケットアートワークを担当。
横山宏
SFイラストレーターで「マシーネンクリーガー」原作者。航空模型専門誌「スケールアビエーション」スーパーバイザー。
小林誠
SFイラストレーター。「ハイパーウェポン」シリーズや「ドラゴンズヘブン」などの作品がある。
竹谷隆之
クリーチャー造形の第一人者。雨宮慶太作品の造形美術や「S.I.C.」の原型などを手掛ける。
安藤賢司
竹谷と同じく「S.I.C.」の原型などを手掛ける。ファンタジー物を得意としており、ゲームやアニメにも協力している。
長江奎市朗
株式会社アイビプロテック（屋号・NAGAEアートプロダクション）代表取締役社長
電撃ホビーマガジンスケールモデル作例を中心に活躍。CSフジの「プラモつくろう」他、メディアにも多数出演。「光沢の魔術師」の異名もある。
高石誠
「アーマーモデリング」で「戦車模型超級技術指南」を連載。独自の戦車模型の塗装法で多大な影響を及ぼす。
生嶋毅彦
ワークショップキャスト代表。「ファイブスター物語」のモーターヘッドなどの原型を手掛ける。
牧野伸康
林良訓
カーモデルを中心に活躍。季節風事件で多大な影響を及ぼす。
今井邦孝
デザイナー。ホビージャパン誌やモデルグラフィックス誌の装丁デザインに関わり、後にスケールモデラー誌の編集長となるが急逝。
松本州平
絵本作家。飛行機やAFVなどのスケールモデルを得意とする。近年はスケールアヴィエーション誌に作例が多い。著書に「松本州平のヒコーキ模型道楽」がある。
秋友克也
フリーの英和翻訳家で模型作例ライター。技法として「水溶きアクリル」を主に使用している。
bokuchantachi
　　模型製作代行時のハンドルネーム。1/48傑作機をメインに製作代行。独自の作風に定評がある。

### 日本国外
フランソワ・バーリンデン
ドライブラシを駆使した塗装技法で多大な影響を及ぼす。「バーリンデン・プロダクションズ」代表。
シェパード・ペイン
「How to Build Dioramas (ディオラマの作り方) 」の著者。
トニー・グリーンランド
「パンツァー・モデリング・マスタークラス」の著者。大戦ドイツ車輌の精密な工作と多彩な塗装で知られる。
ミゲル・ヒメネス (MIG )
「フィルタリング」などの塗装技法を編み出す。「MIG プロダクションズ」代表。